# Grand Theft Auto IV
Grand Theft Auto IV ili GTA IV je akcijsko-avanturistička sandbox videoigra proizvođača Rockstar North i izdavača Rockstar Games, jedanaesta igra GTA serijala i prva igra HD ere u GTA serijalu. U travnju 2008. izašla je za PlayStation 3 i Xbox 360, a u prosincu 2008. za PC (Microsoft Windows). GTA IV je prva igra u serijalu nakon duljeg vremena čija je radnja smještena u godini kada je izašla. Igra koristi elemente trkaće igre i pucačine iz trećeg lica, te je smještena u otvorenom svijetu koji igrač može slobodno istraživati; međutim, iako postoje neke nove mogućnosti, svijet u GTA IV ima manju površinu od onog u GTA: San Andreas.
Radnja se odvija u izmišljenom američkom gradu Liberty City (parodija New Yorka) 2008. godine i vrti se oko problema ostvarivanja "američkog sna" i okrutnosti američkog društva prema pridošlicama. Glavni lik je Niko Bellic, srpski imigrant i veteran jugoslavenskih ratova. U ratu je cijela njegova jedinica bila izdana od jednog vojnika; svi su bili ubijeni, osim Nike i još dvoje ljudi, uključujući i izdajnika, koji je pobjegao. Nakon toga, Niko je obavljao razne poslove po Europi za Raya Bulgarina, šefa ruske mafije koji je djelovao na Jadranskoj obali, zbog čega je mnogo vremena proveo po europskim zatvorima. Sada, stiže u Ameriku da živi sa svojim bratićem Romanom, koji ga je navukao pričama o bogatstvu i lagodnom životu, i kako bi, uz to da traži bolji život, pronašao izdajnika koji mu je zagorčao život. Međutim, po dolasku u SAD uvjeren je u mnogo goru stvarnost te je prisiljen raditi za kriminalce, špijune, korumpirane predstavnike zakona i kriminalne skupine kako bi sebi i svom bratiću ostvario bolju budućnost. U određenim misijama Niko mora donositi odluke koje će odrediti završetak igre ili donijeti nešto dobro ili loše; npr. u nekim misijama Niko mora odlučiti hoće li ubiti žrtve s kojima se suosjeća ili ljude koji ga traže da ubiju žrtvu i nude mu novac, a Niko ih ne može smisliti; ubojstvo prvih donosi novac, a ubojstvo drugih potvrđuje igračev moral ili čak donosi neke dugoročne prednosti, npr. prijateljstvo s pošteđenim likovima.
Liberty City u GTA IV je puno više temeljen na New York u odnosu na Liberty City u GTA III, te čak sadrži i kopiju Kipa slobode, ovdje nazvanu Statue of Happiness. Kao i New York, Liberty City je podijeljen na okruge: Dukes (Queens), Broker (Brooklyn), Bohan (Bronx) i Algonquin (Manhattan). Staten Island je izostavljen. Također, zapadno od Liberty Cityja nalazi se mala izmišljena savezna država Alderney (utemeljena na istočnom dijelu New Jersey-a i nevezana za pravi otok Alderney) s nekoliko manjih gradova, metropolitanskih predgrađa Liberty Citya. Liberty City je kozmopolitanski grad u koji dolaze imigranti iz cijelog svijeta tražeći priliku za bolje sutra. Međutim, stvarnost u gradu i susjednom Alderneyu puno je gora: urbana trulež, pohlepa za novcem, manjak bogatih i višak siromašnih, kriminal, bande, neučinkovitost predstavnika zakona, netolerantnost prema svježe doseljenima te ulice pune dilera, beskućnika i ovisnika o drogama. Također, na početku igre, Algonquin je zatvoren od ostatka grada zbog opasnosti od terorista. U takvim okolnostima Niko mora stvoriti siguran i spokojan život sebi i Romanu, te jednom zauvijek napustiti svijet kriminala. U nastavku (GTA V) je otkriveno kako se Niko smirio i napustio život kriminalca.
Razvoj igre počeo je već nedugo nakon izlaska GTA: San Andreas, a nakon igre (u razdoblju 2008. – 2009.) izašla su i dva DLC-a koje je moguće skinuti (zasebno) i kupiti na disku (zajedno): The Lost and Damned i The Ballad of Gay Tony, u kojima se kao protagonisti javljaju dva lika koji su uključeni u priču igre paralelno s Nikom: Johnny Klebitz i Luis Fernando Lopez. Također, igra sadrži i multiplayer segment u kojem 16 igrača može surađivati ili se međusobno boriti. Multiplayer je također uklopljen u priču igre.

## Priča
Niko Bellic, srpski imigrant, dolazi u Liberty City na poluteretnom brodu Platypus, koji je kroz cijelu igru i DLC prikazan kao glavna fronta krijumčarenja heroina i dijamanata u Liberty City (u uvodu je vidljivo kako šef kuhinje, ujedno i diler dijamanata, u hranu sakriva ukradeni dijamant). Na brodu se sprijateljio s Egipćaninom Hossanom kojem govori kako je bio "mlad, glup, kao i svi ljudi koji idu u ratove". Ubijao je i krijumčario ljude, ali nada se da će se sada sve promijeniti. Niko je odrastao na selu u lošim uvjetima. Kao mlad, uključio se u jugoslavenske ratove (najvjerojatnije rat u Bosni i Hercegovini), gdje je, zajedno sa svojim prijateljima bio izdan. Svi su poginuli osim njega i dvoje ljudi, među kojima je čovjek koji ih je sve izdao. Nakon rata, Niko je obavljao kriminalne poslove u Europi za Raya Bulgarina, vrlo opasnog šefa ruske mafije, zbog čega je često završavao u zatvoru. Jednom prilikom, kad je prevozio seksualno roblje brodom u Italiju, brod je potonuo zajedno s albanskim robovima, a Niko se jedva spasio plivajući. Bulgarin ga je optužio za krađu i od tada ga želi mrtvog. Konačno, Niko je odlučio otići tražiti bolji život u Ameriku, privučen pričama svog bratića, Romana Bellica, o bogatstvu i životu u velikoj kući s mnogo žena.
Po dolasku u luku, Niku dočeka Roman, pijan zbog uzbuđenja oko njegova dolaska, te se njih dvojica odvezu do četvrti Hove Beach u okrugu Broker, nastanjene ljudima iz Istočne Europe, gdje Roman živi. Kada dođu tamo, Niko ustanovi da Roman ne živi u velikoj vili, nego u trošnom stanu punom žohara i kako radi u maloj taksi tvrtci. Također, Roman je ovisnik o kockanju, zbog čega se zadužio albanskoj mafiji, čija tri člana Dardan, Bledar i Kalem ga neprestano žele istući. U jednoj od prvih misija Niko istuče svu trojicu. Niko potom upoznaje Romanovu djevojku, Mallorie Bardas i njenu prijateljicu Michelle, s kojom uskoro ulazi u ljubavnu vezu. Niko se također sprijatelji s Romanovim prijateljem Little Jacobom, utjecajnim članom jamajkanske bande Hillside Posse i njegovim šefom Badmanom, te s napuhanim automehaničarom Bruciejem Kibbutzom, koji je Romanov najbolji prijatelj i redovan korisnik steroida. Little Jacob će se kroz igru pokazati kao dobar prijatelj koji je uvijek spreman pomoći Niki i Romanu. 
Nakon što je uklonio Dardana i njegova dva kamatara, Niko je prisiljen raditi za visokopozicioniranog člana ruske mafije Vladimira "Vlada" Glebova, kojemu Roman također duguje novac. Vlad neprestano omalovažava Romana, a i Niku, nazivajući ga "kmetom" (rus. yokel). Niko postaje uvjeren da se Vlad iza Romanovih leđa viđa s Mallorie. Kad dozna da je Mallorie varala Romana s Vladom, Niko ga odluči ubiti, čemu se Roman protivi, jer se boji Vladovih ljudi. Niko ubije Vlada, pa se Roman skriva po četvrti u strahu od mafijaške obitelji (rus. bratva) čiji je Vlad bio član; međutim, mafijaši ih naposljetku nađu, nokautiraju ih i otmu. Odvode ih u podrum kuće svog šefa, Mikhaila Faustina gdje su ih planirali mučiti. Taman kada ih počnu mučiti, Mikhail dolazi ljutit i ubije gangstera koji ih je mučio. Otada Niko Bellic radi poslove za Faustinovu bratvu. Niko upozna Faustinovog dugogodišnjeg najboljeg prijatelja i desnu ruku, Dimitrija Raskalova, koji ga uputi u "obavljanje posla" u Liberty Cityu. Budući da je Mikhail alkoholičar i ovisnik o kokainu te donosi odluke pod utjecajem, Dimitri je sumnjičav prema njegovu načinu vođenja obitelji.
Međutim, uskoro Faustin da Niki zadatak da ubije Lennyja Petroviča, člana druge bratve, koji je predstavljao prijetnju Faustinovoj obitelji. Niko to i učini, ali ono što Niko nije znao, je to da je Lenny sin najmoćnijeg ruskog gangstera na istočnoj obali, Kennyja Petrovića; kako bi se izbjegao rat izmađu bratvi, Dimitri zaključi kako je najbolje ubiti samog Mikhaila. Niko posjeti Mikhaila u njegovom klubu Perestroika i prenese mu Dimitrijevu poruku, Mikhail se da u bijeg, a Niko ga ubije na krovu kluba; zadnje riječi su mu da je Dimitrija Amerika učinila pohlepnim i da će isto napraviti i njemu, jer on uvijek izdaje svoje najbolje prijatelje, što će se uskoro i pokazati istinitim. Dimitri pozove Niku na sastanak u skladište, oko kojega je Niko sumnjičav, pa pozove Little Jacoba da mu čuva leđa. Po dolasku u skladište, Dimitri otkriva da je sklopio posao s Rayem Bulgarinom, koji je sa svojim ljudima došao u Ameriku kako bi se "osvetio" Niki za krađu. Njih dvojica pobjegnu iz skladišta i ostavljaju Niku da umre. Little Jacob i Niko uspijevaju se izvući iz zasjede i pobjeći od Bulgarinovih ljudi. Nedugo nakon Dimitrijeve izdaje, Niko i Roman vide svoj stan u plamenu, kao i Romanovu taksi tvrtku. Slomljen i utučen, Roman upita Mallorie da im nađe smještaj. Mallorie im nalazi stan u okrugu Bohan, u kojem je odrasla. To je opasni dio grada pun dilera i narkomana.
U Bohanu Niko i Roman žive u još istrošenijem stanu, a Roman otvori novu taksi tvrtku. Niko je prisiljen raditi za Malloriine stare znance, Mannyja Escuelu, bivšeg člana bande i bivšeg narkomana (sada utjerivača pravde na ulicama Bohana) i Elizabetu Torres, portorikansku dilericu droge čije carstvo počinju razarati savezne agencije. Manny zapravo plaća Niku da ubija lokalne dilere i članove bandi, ali za to sam preuzima zasluge te snima film o svom radu. Preko Elizabete Torres Niko upozna Patricka "Packieja" McRearya, člana irske mafije čiji je utjecaj u gradu oslabio toliko da obavljaju poslove za druge bande koje im to plaćaju. Packieju se Niko svidi zbog sličnih pogleda na svijet te se oni uskoro sprijatelje. Elizabeta Torres dogovori preprodaju velike količine heroina u Dukesu, za koju zaposli Niku zajedno s Johnnyjem Klebitzom, članom motociklističke bande The Lost, i Playboy X-om, afroameričkim gangsterom. Cijeli dogovor se uskoro pokaže zajedničkom inkognito akcijom policije i DEA-a, u kojoj sva trojica umalo bivaju uhićeni. Na kraju Johnny bježi s drogom, dok Niko i Playboy X pobjegnu praznih ruku. Niko odbaci Playboya do njegove kuće u četvrti North Holland u Algonquinu i otada je Algonquin dostupan igraču. Uskoro se Elizabeta nađe potpuno blizu uhićenju i počinje uzimati kokain. U ludilu ubije Mannyja i njegovog kamermana, koje je Niko prisiljen prodati ilegalnom dileru organa. Također, ustanovi se da je Michelle zapravo agentica vladine agencije koja koristi paravan novinske tvrtke United Liberty Paper, te da se zapravo zove Karen. Niko prekida vezu s njome, ali je prisiljen raditi za njenog šefa kako bi izbrisao svoj dosje, što ponajprije uključuje eliminiranje istočnoeuropskih terorista. Osim toga, Niko počinje raditi i za korumpiranog policajca Francisa McRearyja, Packiejevog starijeg brata, te za njega ubija sve ljude koji su prijetnja njegovom napredovanju u policiji, uključujući i manju afroameričku bandu dilera droge u četvrti East Holland. U međuvremenu, Dimitri neprestano šalje Niki prijetnje smrću preko telefona, te njegovi ljudi čak i otmu Romana, kojeg Niko spasi iz skladišta u Bohanu, te postaje još ogorčeniji.
Niko također počne raditi i za Playboy X-a i njegovu afroameričku bandu, North Holland Hustlers. Iz zatvora izlazi nekadašnji vođa bande, Dwayne Forge, koji je Playboya bio prihvatio kao sina i izučio ga gangsterskom poslu. Dwayneu se ne sviđa kako Playboy vodi posao, te ga Playboy želi držati što dalje od sebe kako mu ne bi ometao posao. Dwayne je, naime, east-coast gangster stare škole koji je zarađivao uglavnom na dilanju cracka, te mu se ne sviđa što se Playboy uvukao u prostituciju i napola legalne poslove. Niku je žao Dwaynea kojega su izdali svi nekadašnji prijatelji i mora živjeti sam bez imalo novca, te mu pomaže oko njegovih problema. Međutim, tako počne ometati Playboy X-ov posao, pa mu ovaj plati da ubije Dwaynea. Niko tada mora donijeti prvu važniju odluku u igri: hoće li ubiti Dwaynea ili Playboy X-a. Ako ubije Dwayanea, Playboy X će mu platiti i raskinuti sve veze s njime, a ako ubije Playboya, to mu donosi njegov veliki penthouse i prijateljstvo s Dwayneom, koji ponovno postaje vođa bande.
Niko posjećuje Packieja u njegovom domu, te upoznaje njegovu staru majku, dvojicu starije braće: Geralda (koji je mnogo vremena proboravio po zatvorima) i Derricka (bivšeg IRA-inog terorista, sada ostarjelog i mentalno oboljelog ovisnika o heroinu), kao i njegovu sestru Kate, kojoj se svidi. Uskoro opljačka banku zajedno s braćom McReary i njihovim suradnikom, Michaelom Keaneom. Prilikom pljačke se kao taoc u igri prvi put pojavljuje Luis Lopez. Niko pomaže braći u obnavljanju kriminalne moći u gradu. Pomaže Geraldu, koji je sada vođa irske mafije (jer je Derrick onesposobljen), u sabotaži mafijaške obitelji Ancelotti (jedna od pet obitelji talijanske mafije u Liberty Cityju) koja je sklopila posao s albanskom mafijom umjesto s njima. Preko Packieja Niko upoznaje Raya Boccina, capoa mafijaške obitelji Pegorino iz Alderneya, koja pokušava ući u savez s ostalih pet obitelji, ali bez uspjeha. Derricku, koji noći i jutra provodi na klupi u parku pijan i drogiran, Niko pomaže tako što ubije dvojicu njegovih suučesnika u terorističkim napadima, Buckyja Sligoa i Aidena O'Malleya, te pomogne korejskom gangsteru u zemlju uvesti ilegalne čipove na brodu. Uskoro Niko biva prisiljen na donošenje nove odluke: Francis McReary ga nagovori da čeka na vrhu zgrade iznad parka u kojem je s Derrickom da ubije Derricka snajperom. Ako Niko ubije Derricka, Francis će mu platiti, a ako ubije Francisa, Niko neće dobiti ništa, ali će pokazati svoj moral. Nedugo nakon što je ubijen jedan od braće, Gerald ponovno završava u zatvoru. Niko dolazi na sprovod, gdje nitko ne zna da je on zapravo ubojica; po izlasku iz crkve u Algonquinu, na Packiejevu obitelj iz auta otvore vatru članovi albanske mafije, ljuti zbog prekida poslovnih odnosa s obitelji Ancelotti koji je uzrokovala obitelj McReary. Niko zajedno s Packiejem mora obraniti njegovu obitelj i odvesti brata do groblja gdje će biti pokopan. Kate počinje pokazivati svoje osjećaje prema Niki, te njih dvoje počnu izlaziti.
Niko počinje raditi za Raya Boccina, koji mu je obećao pronaći Floriana Kravića, jednog od dvoje preživjelih koji živi u Liberty Cityju. Ray je aktivno uključen u ilegalnu trgovinu dijamanata, te je u vezi s Ashley Butler (bivšom djevojkom Johnnyja Klebitza), sada unakaženom ovisnicom o metamfetaminu koja se bavi prostitucijom kako bi zaradila za drogu. Nakon što u operaciji krijumčarenja dijamanata u smetlarskom kamionu Ray biva prevaren, Niko je prisiljen ubiti Rayeve ljude koji su bili zaduženi za akciju. Ubrzo Niko počinje shvaćati da Ray zapravo njega samo iskorištava i ne radi dovoljno na otkrivanju gdje se nalazi Florian Kravić. Niko također upoznaje Rayevog suradnika Phila, koji je podrijetlom Irac. Uskoro se nađe nova prilika za unosan posao i Ray zaposli Niku da proda dijamante dvojici Židova: Isaacu Rothu i Moriju Greenu. Prodaja se odvija u muzeju Libertonian gdje Niko ponovno susreće Johnnyja Klebitza, kojeg je također unajmio Ray. Međutim, sastanak prekida Luis Lopez koji ubije većinu dilera i ukrade dijamante, Johnny pobjegne s novcem, a Niko se opet mora izvući praznih ruku. Ray, koji misli da je prevaren, naredi Niki da ubije Isaaca Rotha, koji se skriva u sobi u luksuznom hotelu. Niko to učini, no pod uvjetom da Ray konačno pronađe Floriana. Ubrzo Ray doznaje Florianovu adresu te se Niko s Romanom uputi tamo, međutim, po dolasku, baš kad se Niko sprema ubiti Floriana, otkrivaju da on nije izdajnik, te kako je u međuvremenu postao homoseksualac i promijenio ime u Bernie Crane. Niko se sprijatelji s Florianom koji ima problema s uklapanjem u društvo puno homofoba. Osim toga, Floriana i njegovog ljubavnika Brycea Dawkinsa, dogradonačelnika Liberty Cityja, neprestano ucjenjuju mafijaši Raskalovljeve bratve, što dodatno pojačava Nikinu mržnju prema Dimitriju. U međuvremenu, Roman je zaprosio Mallorie, te ona obavijesti Niku da su njih dvoje zaručeni. Romanu je vjerojatno krenulo s kockanjem, jer je sebi i Niki kupio luksuzni penthouse u Algonquinu. Niko je redovito u kontaktu s Geraldom, kojeg posjećuje u zatvoru. Uskoro zajedno s Packiejem i njegovim suradnikom Gordonom otme Gracie Ancelotti, kćerku šefa obitelji Ancelotti, koju dugo drže kao taoca tražeći dijamante koje je u muzeju ukrao Luis Lopez, Dominikanac, inače bivši član bande dilera droge u Northwoodu, sada tjelohranitelj i pomoćnik Anthonyja Princea zvanog Gay Tony. Gay Tony je homoseksualac, vlasnik dvaju najpopularnijih noćnih klubova u gradu. Packie i Niko dogovore razmjenu s Luisom i Gay Tonyjem u luci, no tijekom razmjene dijamanata i Gracie Ray Bulgarin ih napadne iz zasjede sa svojim ljudima, koji na njih otvore vatru, ponovo ih optuživši za krađu. Tijekom borbe vreća s dijamantima padne na odlazeći kamion sa smećem, te Niko i Packie opet ostanu praznih ruku.
Niko počinje raditi za Rayevog šefa Jimmyja Pegorina, dona (šefa) obitelji Pegorino, paranoičnog, nervoznog i općenito neugodnog čovjeka, u nadi da će pronaći pravog izdajnika, Darka Brevića, koji se krije negdje u Europi. Pegorinovi su u sukobu s obitelji Pavano, što im ometa ulazak u savez s ostale četiri obitelji. Obavljajući razne poslove za Pegorina i Phila, Niko otkriva da i jedan i drugi smatraju Raya nepodobnim, te da zbog njega ne postižu ništa značajno. Niko na kraju ubije Raya po Pegorinovim naredbama radi takozvane "kontrole štetočina". U međuvremenu Niko je počinje raditi i za Jona Gravellija, šefa mafijaške obitelji Gambetti, najjače i najstarije obitelji u Liberty Cityju, koji je na samrti u bolnici. Gravelli je za života stvorio toliki kult ličnosti da je prijatelj s gradonačelnikom i agentom United Liberty Papera za kojeg je Niko radio prije, jer se sva trojica bore protiv nove prijetnje gradu - ruske mafije. Niko pomaže Gravelliju i United Liberty Paperu u njihovoj borbi, te je također prisiljen ubiti koreanskog mafijaša kojem je prije pomagao s Derrickom McRearyjem. Kao znak zahvalnosti, United Liberty Paper mu je doveo Darka Brevića. Niko se s Romanom odveze do zračne luke kako bi konačno okončao ono zbog čega je došao u SAD; međutim, kad dođu tamo, vide da je Darko jedva živ. Duboko je zapao u heroinsku ovisnost (zbog koje je i bio izdao Niku i njegove prijatelje - trebao mu je novac za drogu), te ga je izjela krivnja, te mora odlučiti hoće li ga ubiti ili ne. O odluci ne ovisi daljnji tok radnje, već samo pokazuje igračev moral.
Ubrzo će Niko morati donijeti najvažniju odluku u igri. Pegorino mu ponudi sudjelovanje u unosnom poslu prodaje heroina pri kojoj će surađivati s Dimitrijem Raskalovom kao Pegorinov predstavnik. Niko isprve odbija, jer je u teškom sukobu s Dimitrijem, ali ga Pegorino nagovara, čak mu i prijeti, te Niko nevoljko pristane, ali zapravo mora odlučiti. Pritom će nazvati Romana i Kate McReary kako bi dobio koji savjet: Roman će mu reći da pristane na dogovor, jer im treba novac, jer će se uskoro vjenčati s Mallorie, dok će ga Kate savjetovati da ne pristane na zapuštanje svojih principa zbog novca. Ovisno o ovoj odluci, postoje dva moguća ishoda.
Ako Niko pristane na dogovor, zajedno s Philom će otići u luku, gdje bi se prodaja trebala zbiti. Međutim, Dimitri im smjesti ubivši kupce, te su njih dvojica prisiljeni boriti se za novac s preživjelim kupcima, Bulgarinovom bratvom - Dimitri opet izdaje Niku. Kate odbija otići na Romanovo vjenčanje jer je ljuta što je Niko nije poslušao. Niko odlazi na Romanovo vjenčanje sam, a na vjenčanju mu priđe Dimitrijev plaćeni ubojica s ciljem da ga eliminira. Tijekom borbe, ubojica ispali nekoliko metaka te na kraju pogodi sam sebe u glavu, ali pogodi i Romana te oboje umiru. Niko razbješnjen stane pucati mrtvog plaćenika i udarati ga nogom, sve dok ga Little Jacob ne smiri i obeća mu da će otkriti gdje se Dimitri i Pegorino skrivaju. Niko je depresivan i očajan zbog Romanove smrti. U međuvremenu, Jacob je otkrio gdje su Dimitri i Pegorino, koji su preuzeli cjelokupnu trgovinu drogom u gradu. Jacob i Niko slijede Pegorinove ljude u potjeri sve do zapuštenog kasina u Alderney Cityju, gdje se Niko odluči sam obračunati s Dimitrijem, a Jacob otiđe po helikopter kojim će ga kasnije pokupiti. Kad stigne do Dimitrija, Niko vidi kako Dimitri ubija Pegorina - opet je izdao svog partnera, te krene u potjeru za njim. Dimitri krene bježati helikopterom, za koji se Niko uhvati, ali padne u more, no potjeru nastavlja gliserom, iz kojeg se popne u Jacobov helikopter. U unakrsnoj vatri raketama oba helikoptera bivaju pogođena te se sruše na Happiness Island,.Svi prežive te Niko ubije Dimitrija Raskalova i njegove ljude. Umirući Raskalov se sruši krvav ispred Happiness Statue, te se Niko udalji s Jacobom.
Niku na telefon nazove Brucie, koji i dalje ne može vjerovati da mu je najbolji prijatelj mrtav te se prisjeća svojih trenutaka s njime. Zatim ga nazove Mallorie, sva uplakana, s viješću da je trudna i nosi muško dijete, što su ona i Roman trebali obznaniti nakon vjenčanja, te nije sigurna kako će ono odrastati bez oca. Niko ju uvjeri kako će sve biti u redu, jer će joj sin odrastati bez straha za svoj život. Kate oprosti Niki, shvativši što mu se dogodilo, te se počinje ponovo viđati s njime.
Ako Niko odluči odbiti ponudu, otići će do broda Platypus, gdje Dimitri pakira drogu sa svojim ljudima, te će u borbi vatrenim oružjem ubiti Dimitrija, misleći kako je okončao sa svime. Pegorinoi su postali omraženi i među kriminalcima i među predstavnicima zakona, zbog čega Phil raskida sve veze s Nikom, radi svoje sigurnosti. Sutradan Niko odlazi na Romanovo vjenčanje s Kate, koja počinje pokazivati istinsku ljubav prema njemu, no dok Roman i Mallorie s okupljenima slave ispred crkve, razbiješnjeni Pegorino otvori vatru na Niku, ali pogodi Kate i ubija ju na licu mjesta. Niko očajava, vičući kako je "mislio da je konačno završio s prljavim poslom", te mu Little Jacob kaže da "nikada ne može izaći". Niko je depresivan i očajava što je nije uspio spasiti. Uskoro ga nazove Jacob, s viješću da je otkrio gdje se Pegorino nalazi. Jacob, Niko i Roman slijede Pegorinove ljude sve do zapuštenog kasina u Alderneyu. Niko se da u potjeru za Pegorinom, koji bježi u helikopteru, te ga Niko prati u gliseru. Uskoro dolaze Little Jacob i Roman s helikopterom u koji Niko uskače. Jacob i Niko pogode Pegorinov helikopter raketom koji se ruši na Happines Island. Pegorino se daje u bijeg, no Niko naposljetku ubija Pegorinoa koji pada pokraj Happiness Statue. Pegorino umire govoreći mu kako je htio ubiti njega, a ne Kate.
Niko obavijesti Packieja da mu je sestra mrtva. Packie je sav utučen i žali što Bog nije uzeo njega ili njegovu braću, velike grešnike, nego Kate, koja je bila svetica. Roman tješi Niku, te mu kasnije otkriva da je Mallorie trudna i da nosi djevojčicu koju će, kad se rodi, njih dvoje nazvati Kate. Na kraju Ballad of Gay Tony vidljivo je kako Packie odlazi do zračne luke i napušta Liberty City Kasnije će se pojaviti u Los Santosu u GTA V, pet godina kasnije.

## Mjesto radnje
Radnja GTA IV smještena je u Liberty Cityu, utemeljenom na New York Cityju i susjednoj saveznoj državi Alderney utemeljenoj na sjeveroistočnom, konurbacijskom dijelu New Jerseya (pogotovo okruzi Hudson, Bergen i Essex). Liberty City je sličniji New Yorku nego Liberty Cityu u GTA III, s četiri okruga utemeljena na okruzima u New Yorku: Algonquin predstavlja Manhattan, Dukes predstavlja Queens, Broker predstavlja Brooklyn, a Bohan predstavlja Bronx. Tvorci igre izostavili su kopiju Staten Islanda, jer su smatrali da to područje ne bi bilo ništa posebno za mjesto radnje ni što se tiče zabave ni zbog kriminala, te je jednostavno dosadna. Glavnina grada smještena je na tri velika otoka, a osim njih, postoji još i nekoliko manjih: Charge Island (Randall's Island), Colony Island (Roosevelt Island, čak sadrži i kopiju žičare između Manhattana i Roosevelt Islanda), te Happiness Island (utemeljen na Liberty Islandu, s kopijom Kipa slobode nazvanom Statue of Happiness - Kip sreće). Na početku igre mostovi kojima su otoci grada međusobno povezani su zatvoreni zbog navodnih terorističkih prijetnji, međutim, oni se otvaraju kako igrač prelazi misije i napreduje u igri, te u novootkrivenim dijelovima grada obavlja razne djelatnosti.
Glavna međunarodna prometna poveznica grada je međunarodna zračna luka Francis International Airport, smještena u krajnjem istočnom dijelu Dukesa (JFK International Airport, oblik piste po uzoru na La Guardia Airport), kroz koju u grad dolazi najveća količina imigranata i posjetitelja. Dijelovi grada i Alderney međusobno su povezani mrežom autocesta i brzih cesta, podzemnom i izdignutom željeznicom, mostovima te podvodnim tunelima. Grad je vrlo okrutno mjesto. Na ulicama je mnogo beskućnika, dilera droge i ovisnika o drogama, a policijskih je postaja puno više nego u prijašnjim GTA igrama. Također, u gradu i Alderneyu ima mnogo bandi: pet obitelji talijanske mafije (Ancelotti, Gambetti, Lupisella, Messina i Pavano) u Liberty Cityju i jedna (Pegorino) u Alderneyu (također vodi određene poslove u L.C.-ju), tri bratve ruske mafije (Petrovič, Faustin, Bulgarin), albanska mafija, irska mafija predvođena obitelji McReary, korejska mafija u Alderneyu, tri kineske trijade (Lee, Ming, Yaoming) u Liberty Cityju, vrlo raširena portorikanska ulična banda Spanish Lords, afroameričke bande M.O.B. i North Holland Hustlers, jamajkanska banda Hillside Posse moćna u trgovini marihuanom u Liberty Cityju, te motociklističke bande (outlaw motorcycle clubs) The Lost MC i Angels of Death MC. Budući da su granice među teritorijima bandi često prilično nejasne, dvije bande mogu se vrlo često naći na istom teritoriju, te surađivati jedna s drugom, ponekad napadajući igrača. Bande se ne ističu kao u GTA: San Andreas, jer u velikom broju slučajeva svi članovi bande ne nose istu boju odjeće, međutim, prepoznatljivi su po nekim drugim obilježjima.

### Stanovnici
Liberty City je kozmopolitansko središte, te su u njemu vidljivi ljudi iz cijelog svijeta. Na ulicama se može čuti kako mnogi ljudi pričaju razne europske jezike (poljski, njemački, ruski...), te su neke narodnosti stereotipizirane radeći određene poslove, npr. vozači taksija su često Grci i vrlo agresivni vozači, dok hot-dogove prodaju Nijemci ili istočni Europljani. U misijama je vidljivo kako ljudi raznih narodnosti pokušavaju postići svoj američki san. Osim toga, na ulicama se mogu naći i svirači saksofona, kojima Niko može ubaciti novac u šešir, prosjaci koji moljakaju Niku za novac (mnogi su vrlo vjerojatno ovisnici o drogama koji žive na ulici), te soapboxeri, mentalno poremećeni ljudi koji na ulici šire lažna proročanstva. Mnoge stambene zgrade uređene su po uzoru na one u New Yorku, s vratarima i natkrivenim prilazima. Niz znamenitosti sličan je onima u New Yorku, kao što su Statue of Happiness (Kip slobode), Libertonian (Metropolitan Museum), Broker Bridge (Greensboro Bridge), Star Junction (Times Square), Rotterdam Tower (Empire State Building), Firefly Island (Coney Island) i Middle Park (Central Park).

## Mogućnosti
Mnoge mogućnosti iz GTA: San Andreas nisu se vratile u GTA IV. Igrač ne može mijenjati Niki frizuru niti ići u teretanu, a i mogućnosti odijevanja su ograničene. Igrač ne može plesati u noćnim klubovima niti ući u njih, kao ni u The Lost and Damned, jer su klubovi nakratko zatvoreni zbog sumnji u ilegalne operacije i dilanja droga (plesanje u klubovima postaje dostupno u The Ballad of Gay Tony). Također, u Liberty Cityju nema legalnih trgovina oružjem Ammu Nation, jer je u gradu vrlo stroga politika dozvola za oružje, te su jedini izvor oružja ilegalne prodavaonice i skrivena mjesta. No igra igraču ipak donosi neke nove mogućnosti koje nisu bile prisutne u prijašnjim GTA igrama.

### Spojevi i prijatelji
Igrač osim djevojki na spoj može izvoditi i prijatelje; to su likovi s kojima Niko razvija dobre odnose prelazeći misije uklopljene u radnju priče. Kao i djevojke, prijatelji imaju različite ukuse što se tiče mjesta izlaska, Nikovog odijevanja i vozila. Niko se s prijateljima može i napiti (što nije bilo dostupno u GTA: San Andreas, iako protagonist na spojevima s djevojkama može piti alkoholna pića), te čak i voziti u alkoholiziranom stanju, što je izazvalo brojne kontroverze. Dobar odnos s prijateljima može donijeti određene koristi. Npr. Packie može pomoći igraču tijekom nekih misija tako da raznese bombe koje igrač postavlja na auto osoba koje lovi, Brucie mu može srediti automobile i vožnju helikopterom, a Little Jacob mu može prodavati oružje. Samo dvije djevojke, Michelle i Kate, igrač upoznaje tijekom radnje, a ostale tri može upoznati preko interneta.

### Vozila i promet
U igri je dostupan velik broj novih vozila, dok je velikom dijelu vozila iz GTA III izmijenjen izgled jer su prilagođena vremenu radnje. Mnogi automobili imaju specifičan izgled ako se u njima voze članovi određenih bandi. Igrač može pucati iz vozila, pri čemu može čak i ciljati, što nije bilo moguće u GTA: San Andreas. Igrač također može izbacivati razne eksplozive, kao i Molotov koktele. Budući da je mapa manja nego u San Andreasu, igrač ne može letjeti zrakoplovima, ali su za letenje dostupni helikopteri koji su vrlo zastupljeni u igri. Padobrani nisu dostupni za korištenje u GTA IV, ali postaju dostupni u The Ballad of Gay Tony. Liberty City također ima razvijen sustav podzemne željeznice, sličan onome u New Yorku, koji prolazi kroz sva četiri okruga, ali ne i Alderney, te ga igrač može koristiti kao prijevozno sredstvo. Igrač može ući u vlak i izaći na određenoj postaji, ali ne može sam upravljati vlakom.

### Mobitel i internet
Igrač također može koristiti mobitel, koji mu ne služi samo za zadavanje i prihvaćanje misija doznavanje detalja radnje, već se može koristiti i za kontaktiranje prijatelja ili djevojaka. Uz prihvaćanje poziva, igrač može zvati sam, što prije nije bilo moguće. Osim toga, preko mobitela može nazvati i službu 911 kao bi pozvao jednu od službi za hitne slučajeve: vatrogasce, policiju ili hitnu pomoć. Policija će uhititi prijestupnike, a hitna pomoć će pokušati oživjeti ili izliječiti igrača. Također, neki cheatovi aktiviraju se pomoću brojeva na mobitelu. Osim mobitela, igrač ima i pristup internetu i e-mail adresu, a poštu pregledava iz jednog od internetskih kafića lanca Tw@t ili sa svog računala u svom penthouseu u Algonquinu. Osim pošte uklopljene u radnju, igrač može dobivati i štetnu poštu, kao i reklame ostalih stranica koje bi mu mogle biti korisne. Preko interneta mogu se i dogovarati spojevi. U policijskim vozilima igrač može koristiti računalo s podacima LCPD-ja(Liberty City Police Department), preko kojih može pregledavati dosjee raznih kriminalaca i eliminirati te iste kriminalce, za što dobiva novčane nagrade. Ta baza podataka sadrži i dosjee nekih likova u igri. Igrač može čak i gledati televiziju, što je novitet u GTA serijalu.

## Likovi
Veći dio likova posve je nov, te se pojavljuje prvi put u serijalu. U igri nema likova iz prijašnjih igara. Velik dio likova, poput samog protagonista, pojavljuje se u glavnoj igri i barem jednoj ili obadvije ekspanzije, dok su neki karakteristični samo za GTA IV, ali se spominju i u ekspanzijama. Neki likovi, poput Packieja McRearyja, Johnnyja Klebitza i Ashley Butler, se ponovno pojavljuju u GTA V, čija se radnja događa pet godina kasnije. Svi likovi se općenito mogu podijeliti na optimiste, pesimiste i korumpirane ljude. S pesimistima, kao što su Packiea ili Dwaynea Niko se druži zbog sličnih pogleda na svijet, a s druge strane, optimiste poput Romana, Floriana ili Little Jacoba voli jer ga tješe u stresnim situacijama i daju mu želju za životom. Korumpirane ljude, poput Vlada Glebova, Francisa McRearyja, Playboy X-a ili United Liberty Papera, Niko ne voli i radi s njima samo zato što mora, a velik dio njih Niko tijekom igre može ubiti.
Osim likova koji pripadaju redovnim misijama, igrač također na ulicama grada susresti i upoznati ljude nazvane random characters (nasumični likovi), kojih ukupno ima četrnaest. Neki od tih likova, uključujući Real Badmana, Yelenu Faustin, Hossana i Gracie Ancelotti već se pojavljuju u radnji igre. Neke igrač može upoznati samo ako ih poštedi tijekom misija u kojima može birati hoće li ih ubiti ili ne; to su provalnik iz redova ruske mafije Ivan Bytchkov, Dwayneova bivša djevojka Cherise Glover i afroamerički kralj droge Clarence Little (koji ga, ako ga Niko poštedi, pokuša ubiti). Ostali nasumični likovi su ovisnik o cracku Brian Meech, bivši alkoholičar Mel, poslovna žena Sara, reper Pathos, narkomanka i prostitutka Marnie Allen, serijski ubojica i psihopat Eddie Low (pri drugom susretu napada Niku pa ga Niko ubije) i pretjerano ljubomorni muž Jeff (pri trećem susretu ga pregazi auto). Dok neki likovi koje igrač susreće na ulici Niki daju sporedne misije, ostali samo razgovaraju s njime ili su neprijateljski nastrojeni prema njemu i žele ga ubiti.